# 釣り餌法
釣り餌法（つりえさほう、英: baiting method）とは、微生物、特に菌類を分離する方法のひとつである。餌を投与して、それに食いついてくる微生物を取り出す方法である。

## 概説
微生物、特に菌類（や細菌類）を分離する場合、その微生物が見えない状況下で、それが生息していると思われる試料を培地にいれて培養し、そこに出現するものの中から目標の微生物を分離するのが普通である。しかし、この方法では腐性的な生物はすべて育つので、成長の早いものだけが育つ、あるいは表面を多い尽くす細菌類だけが出ることがよくある。特に水分の多い試料はその傾向が強い。
逆に、試料の中に微生物の好む素材をほうり込むと、それを好む微生物はこれに取り付いて成長を始めるので、それを取り出して、改めてこれを試料として分離を試みる方法が釣り餌法である。こうすれば、餌の選択次第で、目的の微生物のみを選んで取り出しやすくなる。英語では餌を与える(Bait)ことからベイティングの名があるが、日本語では見えないがいるはずの魚を餌をしかけて釣り出す、という釣りへの連想からこの名がある。
たとえばミズカビ類を分離するのにはこの方法が使われる。この類は水中に遊走子が泳ぎ回っており、これを分離源とするのだが、たとえば川や池から試料として水をすくってきて、それを培地に垂らしたり混入したりしても、細菌類の出現の方がはるかに多くてそれを見つけだすのは難しいだろう。しかし、水の中に麻の実などをほうり込めば、簡単にそれを取り出すことができる。当然ながら細菌類もついてくるが、水中で育てて手入れをすれば、それに負けずに育って分離源として利用できる。
また、分離目的の菌類を特定できるのもこの方法のおもしろいところで、たとえばミズカビ類の分離法を土壌に適用すれば、陸上の試料からもそれらが取り出せる。

## 具体的な方法

### 鞭毛菌類の場合
鞭毛菌類の分離にはこの方法がよく使われる。まず試料としては水を取ってくる。この水中に餌になる素材をほうり込む。そのまま一定時間の培養を行ない、その後に餌を取り出し、新たな容器に滅菌水を入れ、その中で培養する。そしてそこに出現する微生物を観察、分離の操作を行なう。培養中は度々シャーレと滅菌水を取り替える。
なお、ミズカビ類の場合、この方法は通常の培養や植え継ぎの方法としても使われる例がある。たとえばすでに培養されている菌体の一部を取り出し、これを新たな容器に滅菌水と共に入れ、そこに餌を入れ、一定時間の後に取り出して新しい容器で培養すると、比較的きれいな菌体を得ることができる。
餌の選択によって出現する微生物の種類も変わる。いわゆるミズカビ類の分離には麻の実を茹でて殻を取ったものを用いるのが標準である。スルメを使えば、動物質はその後の培養での水管理が少しやっかいになるが、異なった傾向の種が分離できる。いずれも細菌類の増殖を押さえるために水の交換は必須で、さもなければシャーレの中がどろどろの粘液になる。
他に、ツボカビ類の分離にはセロハン片やマツ類の花粉がよく使われる。そのため、この手の研究室ではこれらを常時備蓄している。
なお、土壌など陸生の環境にもこの種の菌類は生息している。それらを狙う場合、例えば土壌を滅菌水の中に放り込むと、それらの菌は遊走子を放出するから、これに餌を放り込むことで釣り餌法を適用できる。

### その他の水生菌
海生菌類の場合、不完全菌が多く、木材片などが釣り餌に使われる。ただし胞子は不動なので、多くは直接に海に餌を付け込み、取り出して培養する。

### 陸生菌の場合
陸上の菌類では、特殊な菌群を取り出すために分離培地に仕掛けをする方法があり、釣り餌法にやや似ている。たとえば菌寄生菌を分離するために分離培地に宿主になる菌を培養しておく手法や、線虫捕食菌を取り出すために線虫を培養した培地に試料を入れるといった方法である。これらは試料中に餌を仕掛けるというものではないが、生き餌を仕掛ける点では釣り的でもあり、やはり釣り餌法と呼ぶこともある。
より釣り餌法的なものとしてはサクラエビ法というのがある。これは、土壌試料をシャーレに入れ、これに乾燥サクラエビを入れて観察するというものである。クサレケカビ類などに土壌中の甲殻類（ダンゴムシなど）の死骸と特別な関係をもつものが発見されたため、それらを観察する方法として開発されたもので、このほかにブラシカビなどもよく出現するという。